# NGC 6064-2
NGC 6064-2 (другие обозначения — NGC 6052-2, IRAS16030+2040, UGC 10182, KUG 1603+206, MCG 4-38-22, ZWG 137.32, MK 297, VV 86, ARP 209, PGC 57039) — галактика в созвездии Геркулес.
Этот объект входит в число перечисленных в оригинальной редакции «Нового общего каталога».